# Teucholabis (Teucholabis) parishiana
Teucholabis (Teucholabis) parishiana is een tweevleugelige uit de familie steltmuggen (Limoniidae). De soort komt voor in het Neotropisch gebied.